# 波盧伊河
波盧伊河（俄语：Полуй）是俄羅斯的河流，由亞馬爾-涅涅茨自治區負責管轄，屬於鄂畢河的右支流，河道全長635公里，流域面積21,000平方公里，河水主要來自雨水和融雪，每年十月至翌年五月結冰。